# Орукту-Сай
Орукту-Сай (кирг. Өрүктү-Сай) — село в Ала-Букинском районе Джалал-Абадской области Кыргызстана. Входит в состав Оруктунского айылного аймака.

## География
Село расположено в юго-западной части области, на берегах реки Орюктю, на расстоянии приблизительно 5 километров (по прямой) к западо-юго-западу от села Ала-Бука, административного центра района.

## История
До 19 марта 2004 года село носило название Орукту.

## Население
Согласно оценочным данным Национального статистического комитета Кыргызской Республики, численность населения села на начало 2023 года составляла 2209 человек.
| год     | 2009 | 2014 | 2015 | 2020 | 2021 | 2023 |
| ------- | ---- | ---- | ---- | ---- | ---- | ---- |
| человек | 1563 | 1842 | 1751 | 1945 | 2072 | 2209 |